# Тамдитау
Тамдитау (на узбекски: Tomditov tog‘lari; на руски: Тамдытау) е нисък, изолиран планински масив, в централната част на пустинята Къзълкум, в Северен Узбекистан. Дължина от югозапад на североизток около 50 km, ширина до 30 km. Максимална височина връх Актау 974,6 m, (41°40′10″ с. ш. 64°29′33″ и. д. / 41.669444° с. ш. 64.4925° и. д.). Изграден е основно от пясъчници, шисти и варовици, пронизани от интрузивни гранити и гранодиорити. Билото му е плоско и заоблено, с издигащи се единични и къси скалисти валове и възвишения. Южно от него е разположено сгт Мурунтау, в околностите на което се разработват златни и уранови находища, в западното му подножие – град Зарафшан, а в северното – районния център село Тамдибулак.